# Przymglenie
Przymglenie – jedno z jakościowych zaburzeń świadomości. Osoba w stanie przymglenia zachowuje się podobnie do człowieka próbującego się poruszać w gęstej mgle. Kontakt jest trudny - kierowane do pacjenta słowa docierają z trudem, wymagają powtarzania, czasem odpowiedzi nie udaje się uzyskać. Zachowanie, ruchy i wypowiedzi pacjenta są spowolniałe, reakcje następują z opóźnieniem, mogą być niedokładne, bądź nie następować w ogóle. Pojmowanie sytuacji jest opóźnione i utrudnione - proste bodźce odbierane są szybciej i łatwiej niż złożone. Zwykle zaburzona jest orientacja w czasie i miejscu, w głębszym przymgleniu także co do własnej osoby. Po przymgleniu pozostaje niepamięć, zwykle fragmentaryczna.